# Krankenhaus Eilenburg
Das Krankenhaus Eilenburg ist eine Akutklinik im Landkreis Nordsachsen mit 135 Betten. Es ist Teil des kreiseigenen Krankenhauskonzerns Kreiskrankenhaus Delitzsch GmbH. Bereits im Mittelalter gab es in Eilenburg ein Hospital, dessen Standort unbekannt ist. Später gab es außerhalb der Stadtgrenzen zwei Siechenhäuser. 1868 wurde das erste Krankenhaus nach heutigem Verständnis gegründet und für dieses 1898 ein neues Gebäude errichtet. Das Stammhaus des Krankenhauses ist wegen seiner bau- und ortsgeschichtlichen Bedeutung ein eingetragenes Kulturdenkmal in der Denkmalliste des Landesamtes für Denkmalpflege Sachsen (Objektnummer 08973271).

## Lage
Das Krankenhausgelände liegt am Hochufer der Mulde im Stadtteil Berg von Eilenburg. Es wird begrenzt von der Wilhelm-Grune-Straße im Süden und Westen, dem Hang des Hochufers im Norden und der Franz-Abt-Straße im Osten. In unmittelbarer Nähe lag das Gut Eulenfeld, dessen Herrenhaus zeitweise vom Krankenhaus genutzt wurde. Das Gelände ist heute mit Einfamilienhäusern bebaut. Südlich der Wilhelm-Grune-Straße befanden sich einst das Stadtgut und die Bonbonfabrik von Arthur Henze. Auch dieses Areal, das heute über den Henriweg erschlossen wird, wurde zu einem Eigenheimstandort entwickelt. Etwas weiter südlich liegen die Marienkirche und die auf einem Sporn gelegene Burg Eilenburg. Das Krankenhaus liegt im ehemaligen Gemeindegebiet von Zscheppelende, das sich über die heutige Marien- und Halleschen Straße erstreckte. Am Fuße des Krankenhauses liegt in der Muldeniederung das ehemalige Gemeindegebiet von Tal im Bereich der heutigen Degenkolbstraße.

## Geschichte

### Vorgeschichte
1255 wurde erstmals ein Hospital Ilberc durch Heinrich III. von Meißen erwähnt. Der Standort dieses mittelalterlichen Hospitals ist nicht überliefert. Hier fanden Arme, Lahme, Krüppel, Schwerkranke und Siechende Aufnahme. Spätestens im 15. Jahrhundert muss es mindestens ein weiteres Haus dieser Art in der Stadt gegeben haben. 1422 geht eines davon durch markgräfliche Verleihung in den Besitz des Klosters Sitzenroda über. Zwei Jahre später am 27. August 1424 erfolgte durch Friedrich I. die Schenkung des Hospitals St. Jürgen (später St. Georg genannt) am heutigen Stadtfriedhof an eben dieses Sitzenrodaer Kloster. Nachdem sich Eilenburg im ausgehenden Mittelalter zu einem bekannten Wallfahrtsort entwickelt hatte, wurde das Hospital St. Jürgen, das mit einer kleinen Kapelle (Georgenkapelle) ausgestattet war, in eine Herberge für arme Wallfahrer (Pilgrimme) umgewandelt und der Bruderschaft Sankt Jakob zur Betreuung überlassen. Im Zuge der Reformation war diese Funktion wieder obsolet geworden.
1531 werden drei Hospitäler in Eilenburg erwähnt. Nachdem das Hospital St. Georg 1536 einem Feuer zum Opfer gefallen war, begann 1541 dessen Wiederaufbau. 1681 erfolgte an diesem Ort die Neuerrichtung eines Siechenhauses mit acht Stuben und Lazarett. Für das zweite Hospital wird als Standort der heutige Bergfriedhof genannt. 1833 wurde das Georgenhospital um eine Armenschule erweitert und 1839 nochmals umgebaut.

### Das erste Krankenhaus

Das 1898 eröffnete Eilenburger Stadtkrankenhaus auf einer Ansichtskarte um 1900

Am 18. Februar 1868 fasste der Eilenburger Stadtrat den Beschluss zum Ankauf der ehemaligen Gaststätte „Zur alten Burg“, um diese als neues städtisches Krankenhaus auszubauen. Schon im Oktober desselben Jahres konnte die Einrichtung ihrer Bestimmung übergeben werden. 1896 genehmigte der Stadtrat die Aufnahme einer Anleihe über 100.000 Mark für den Neubau eines Krankenhauses, der im darauf folgenden Jahr begonnen und 1898 eingeweiht wurde. Wesentliche Beteiligung am Neubau hatte der Armenarzt Ernst Laaser (1863–1922). Zunächst standen 50 Betten zur Verfügung. Für die Betreuung waren vier Schwestern angestellt. Die nebenamtliche ärztliche Leitung oblag dem Sanitätsrat Hauffe († 1922). 1904 wurde das Krankenhaus um zehn Betten erweitert und der erste Röntgenapparat angeschafft. 1908 wurde das vorhandene Dampfbad in ein elektrisches Bad umgewandelt, für das die Stadt eigens die Verordnung betr. Verabfolgung von elektrischen Bädern im Krankenhaus erließ. Durch eine Stiftung des Mühlenbesitzers Wilhelm Grune war es 1909 möglich, benachbarte Flächen zu erwerben und dem Krankenhaus zuzuführen. Die das Krankenhaus erschließenden beiden Stichstraßen tragen den Namen Wilhelm-Grune-Straße.

### Erweiterungen und Nutzung in den Weltkriegen
| Jahr | Bettenzahl |
| ---- | ---------- |
| 1898 | 50         |
| 1904 | 60         |
| 1927 | 150        |
| 1950 | 252        |
| 1982 | 268        |
| 1991 | 236        |
| 1992 | 207        |
| 1996 | 173        |
| 2002 | 171        |
| 2011 | 150        |
| 2020 | 135        |

1912 erfolgte nördlich vom Haupthaus der Bau des freistehenden sog. Kleinen Hauses zur Behandlung von Isolationspatienten. Es wurde zuletzt von der Inneren Abteilung genutzt und um das Jahr 2000 abgebrochen. An seiner Stelle befindet sich heute in etwa die Rettungswache. In den Jahren des Ersten Weltkrieges erfolgte am Krankenhaus der Betrieb eines Vereinslazaretts, das im März 1919 wieder aufgelöst wurde. 1922 erfolgte die Schaffung einer hauptamtlichen Arztstelle am Krankenhaus. Erster Chefarzt wurde Albert Barbey aus Wiesbaden.
Im Laufe der 1920er-Jahre stiegen die Belegungszahlen des Krankenhauses, so dass die vorhandenen Räumlichkeiten nicht mehr ausreichten. Im Mai 1925 fasste der Stadtrat den Beschluss für einen großen Erweiterungsbau samt einer Amtswohnung für den Krankenhausarzt. Eine Anleihe von 300.000 Reichsmark und ein Zuschuss über 100.000 Mark vom Landkreis Delitzsch waren dafür notwendig. Der Neubau entstand westlich des Stammhauses und war mit diesem baulich verbunden. Er diente der chirurgischen Abteilung und fasste 50 Patientenbetten. Darüber hinaus fanden hier zwei Operationssäle, ein Sterilisierzimmer, ein Röntgenzimmer, ein Gymnastikraum und ein Untersuchungslaboratorium Platz. Die Veranden waren als Liegehallen ausgelegt, in die die Patienten in ihren Betten hinausgefahren werden konnten. Mit der Eröffnung des Neubaus wurde eine zweite Arztstelle für die Innere Abteilung geschaffen, die mit Wilhelm Lignitz aus Leipzig besetzt wurde. Der Personalbestand umfasste 1930 15 Krankenschwestern einschließlich der Oberschwester, einen Krankenwärter, 18 Beschäftigte im Wirtschaftsbereich sowie einen städtischen Verwaltungsbeamten. 1931 nahm eine Krankenpflegeschule am Krankenhaus ihren Betrieb auf, an der im September erstmals acht Schwestern die staatliche Prüfung ablegten. Als Lehrer fungierten die beiden hauptamtlichen Ärzte.
Mit dem Beginn des Zweiten Weltkrieges wurden sowohl Ärzte als auch Schwestern zur Wehrmacht eingezogen. Dem Personalmangel wurde mit dem Einsatz von Hilfsschwestern des DRK begegnet. 1939 wurde der Neubau in ein Lazarett umgewandelt, der Altbau blieb für die zivile Krankenversorgung. Die Leitung des Lazaretts hatte Stabsarzt Rebke aus Wolfen inne. Die verletzten Soldaten erreichten das Krankenhaus in Verwundetentransporten über den Bahnhof Eilenburg. Bis 1940 entstanden auf dem Klinikgelände zwei Bunker, einer nördlich des Neubaus, der andere südlich des Altbaus. Während des US-amerikanischen Artilleriebeschusses im April 1945 erhielt die Veranda im Erdgeschoss einen Granattreffer. Personal und Patienten hielten sich zu diesem Zeitpunkt in den Bunkern auf, so dass kein Todesopfer zu beklagen war.

### Nachkriegszeit und DDR
Ohne größere Kriegsschäden lief der Krankenhausbetrieb ohne Unterbrechung weiter. 1947 arbeiteten 35 Personen in der Klinik, darunter vier Ärzte und 29 Schwestern. Die häufigsten Behandlungsgründe der ersten Nachkriegsjahre waren Hunger, Tuberkulose und Geschlechtskrankheiten. 1950 wurde der Neubau (1927) um eine Etage aufgestockt, um die neu geschaffene Abteilung für Gynäkologie und Geburtshilfe aufzunehmen. Gleichzeitig begann der Bau eines neuen Operationstraktes. Mit der Neubildung des Kreises Eilenburg erhielt die Klinik den Status als Kreiskrankenhaus. Damit einher ging die Entwicklung zu einer Vereinigten Gesundheitseinrichtung (VEG). Unter dem Dach des Kreiskrankenhauses wurden bis 1955 fünf poliklinische Ambulanzen, 20 Gemeindeschwestern-Stationen und 42 Mütterberatungsstellen geschaffen. 1962 wurde zudem eine Bettenstation am Dr.-Külz-Ring in Eilenburg eröffnet. Seit 1967 verfügte das Krankenhaus über eine eigene Kinderkrippe, einen Speiseraum und eine Verkaufsstelle.
In den 1970er- und 1980er-Jahren gab es bauliche Erweiterungen. So erhielt das Stammhaus 1974 einen Anbau für die Sozialräume des Pflegepersonals. Im Zuge dessen wurde eine überdachte Eingangszone geschaffen. Im selben Jahr entstand das Pförtnerhaus. In den Jahren 1979 bis 1982 entstand ein Erweiterungsbau am Gebäude von 1927. In diesem fanden zusätzliche chirurgische und gynäkologische Betten, eine neue Intensivstation, ein zweiter Kreißsaal, eine Apotheke, das Treppenhaus und ein Patientenaufzug Platz. Damit hatte das Krankenhaus seine historisch höchste Bettenkapazität erreicht.

### Von der Wende bis heute
Die Nachwendezeit war geprägt von häufigen Wechseln in der ärztlichen Leitung und der deutlichen Reduzierung der Bettenzahl. Die Küche wurde zur Rationalisierung auf ein Tablettiersystem umgestellt. Andererseits wurden in den 1990er-Jahren große Investitionen in die Ausstattung getätigt. 1994 wurde durch die Kreisgebietsreform der Landkreis Delitzsch Träger des Krankenhauses. Mit dem Krankenhaus Delitzsch ging es in der neu geschaffenen Trägergesellschaft Kreiskrankenhaus Delitzsch auf. In drei Bauabschnitten wurden ein neues Bettenhaus (1995–1998), ein neues Untersuchungs- und Behandlungsgebäude mit OP-Bereich, Zentralsterilisation, zwei Kreißsälen, der Notfallaufnahme und der Radiologieabteilung (2000–2002) sowie ein Betten- und Funktionsgebäude (2008–2011) errichtet. Letzteres beheimatet eine Bettenstation, die Physikalische Therapie, die Funktionsdiagnostik und Endoskopie, das Labor sowie die Haustechnik und die Prosektur. Den Erweiterungen mussten die Altbauten mit Ausnahme des denkmalgeschützten Mutterhauses weichen. In diesem ist heute die Verwaltung untergebracht.

## Leitung
| Zeitraum  | Leiter               |
| --------- | -------------------- |
| 1868–1903 | Hauffe, SR           |
| 1903–1922 | Ernst Laaser, SR     |
| 1922–19xx | Albert Barbey        |
| 1950–1968 | Johannes Völker, OMR |
| 1968–1986 | Georg Folk, OMR      |
| 1986–1990 | Manfred Fiedler      |
| 1990–1991 | Peter Paschke        |
| 1991–1993 | Manfred Klinger      |
| 1993–1994 | Baumann              |
| 1994–1995 | Senn                 |
| 1995–2004 | Joachim Richter      |
| 2004–2012 | Bernt Zipprich       |
| 2012–2021 | Sigurd Hanke         |
| 2021–     | Sabine Ermer         |

Mit der Einrichtung des ersten Eilenburger Krankenhauses 1868 wurde der Sanitätsrat Hauffe zum nebenamtlichen und einzigen Krankenhausarzt berufen. Er blieb dies bis zu seinem Tod 1903. Seine Nachfolge trat der in Eilenburg niedergelassene Armenarzt Ernst Laaser an, der das Krankenhaus ebenfalls in nebenamtlicher Funktion leitete. Nach dem Ableben Laasers übernahm kurzzeitig dessen Sohn Rudolph Laaser die Amtsgeschäfte, ehe mit Albert Barbey der erste hauptamtliche Krankenhausarzt seinen Dienst antrat. Barbey blieb bis mindestens in die Zeit des Zweiten Weltkriegs Chefarzt. Von 1950 bis 1968 war der aus Hannover stammende Chirurg und Orthopäde Johannes Völker mit der Leitung betraut. Von 1968 bis zu seinem Tod 1986 war OMR Georg Folk Ärztlicher Direktor des Kreiskrankenhauses. Folk erhielt für sein Engagement 1977 die Auszeichnung Verdienter Arzt des Volkes, die höchste in der DDR vergebene staatliche Auszeichnung für Mediziner. In den Folgejahren wechselte der Leitungsposten häufig.
Mit der Schaffung des Kreiskrankenhauses Delitzsch gibt es seit 1996 eine gemeinsame Leitung für die beiden Häuser in Eilenburg und Delitzsch. 1996 berief der Kreistag Delitzsch Joachim Richter, Professor für Chirurgie, zum Leitenden Chefarzt in Eilenburg. Bereits seit 1991 war er Ärztlicher Direktor des Krankenhauses in Delitzsch und wurde 2000 zudem Medizinischer Geschäftsführer. Ihm folgte 2004 Bernt Zipprich, Professor für Innere Medizin. Von 2012 bis 2021 war der Chirurg Sigurd Hanke, ehemaliger DDR-Leistungsschwimmer, ärztlicher Leiter des Krankenhauskonzerns. Seit 2021 bekleidet Sabine Ermer die Funktion als Ärztliche Direktorin und Medizinische Geschäftsführerin. Ermer ist seit 2021 Ehrenvorsitzende des Landesverbands Sachsen des Marburger Bund. Sie war dort von 1994 bis 2021 Mitglied des Landesvorstands und von 2006 bis 2021 dessen Vorsitzende sowie von 2010 bis 2022 Mitglied im Bundesvorstand. Ermer war von 2015 bis 2019 Vorstandsmitglied der Sächsischen Landesärztekammer.

## Baubeschreibung
Der Krankenhauskomplex besteht aus mehreren Bauwerken, die untereinander verbunden sind. Die heutige Ansicht wird geprägt von den Neubauten des Bettenhauses und des OP- und Funktionsgebäudes, die zwischen 1995 und 2002 errichtet wurden. Sie bilden mit dem 2011 eröffneten Haus 6 und einem weiteren Querriegel eine geschlossene Bebauung, die einen Innenhof umschließt. Hinzu kommt der Anbau des Speisesaals im Norden. Der Altbau von 1898 im Stil des Historismus bildet heute den Ostteil des Bauensembles. Er ist wegen seiner bau- und ortsgeschichtlichen Bedeutung als Kulturdenkmal geschützt und soll darum an dieser Stelle näher beschrieben werden.

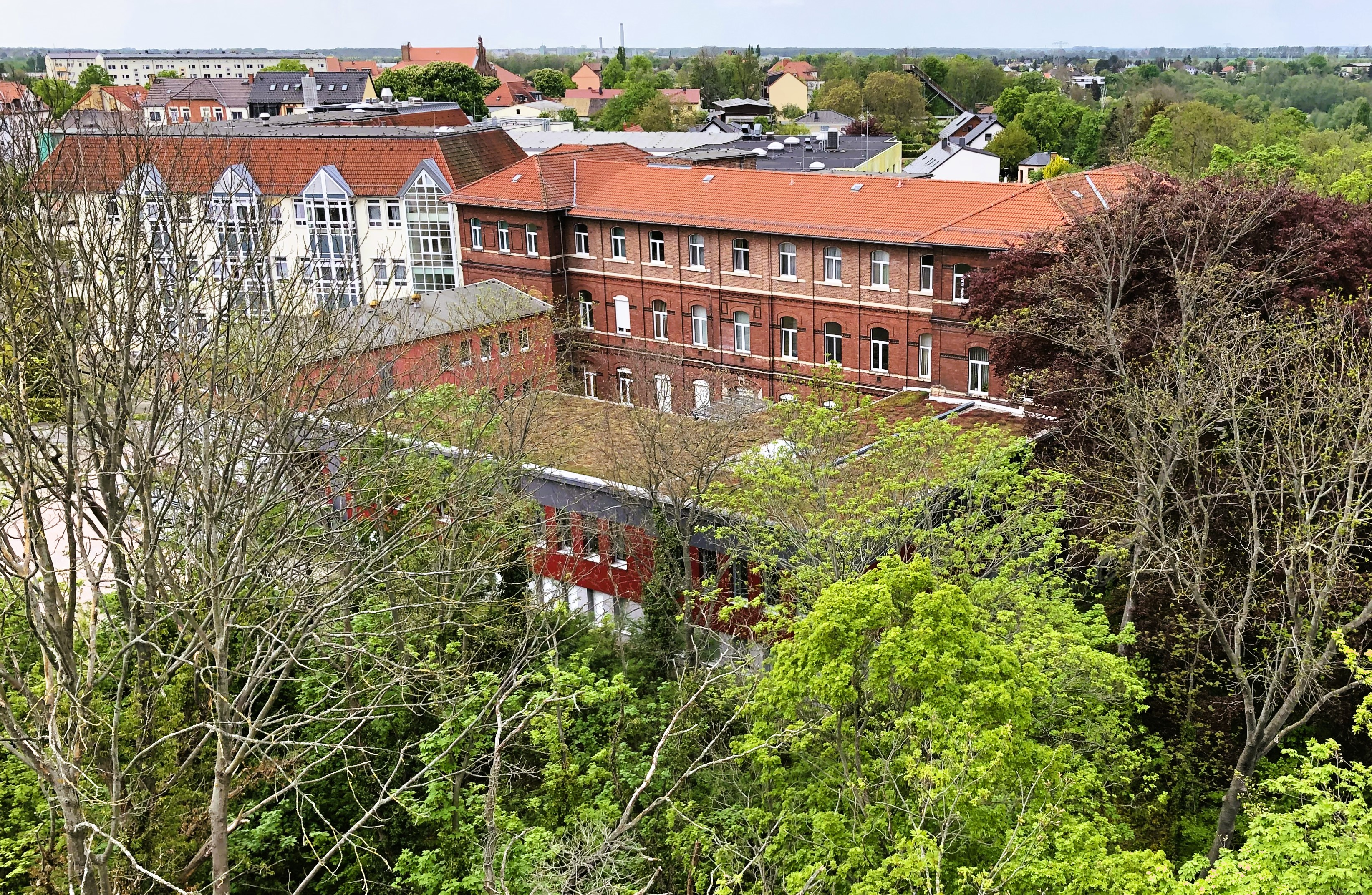
Der Krankenhaus-Altbau von 1898, links davon der Neubau des Bettenhauses (Aufnahme 2022)

Das ehemalige Haupthaus ist dreigeschossig angelegt. Es besteht aus einem langgestreckten Mitteltrakt und zwei quer dazu liegenden Seitenflügeln. An den Stirnseiten befinden sich Mittelrisalite zur Betonung der Eingänge und Treppenhäuser. Die Fassade ist in roten Klinkern ausgeführt und durch allerlei Bauschmuck gegliedert. Zwei Sohlbankgesimse aus Sandstein und geklinkerte Gesimse zur Trennung der Geschosse stellen eine horizontale Gliederung dar. Hinzu kommen mehrere umlaufende Friese, wie das Deutsche Band und Zinnenfriese. Die Risalite erhalten eine vertikale Betonung durch langgestreckte Fenster. Über diesen befinden sich Bogenfelder mit dekorativen sandsteinernen Ornamenten. Die Fenster des ersten und zweiten Obergeschosses sind als Segmentbogenfenster ausgeführt. Die originalen Fenster wurden nach 1998 durch historisierende Kunststofffenster ersetzt. Dem Gebäude ist ein Walmdach aufgesetzt. Die sichtbaren Sparrenköpfe sind profiliert. Am östlich gelegenen Seitenflügel befindet sich ein zweigeschossiger Wintergarten in dekorativer Fachwerkkonstruktion und mit originaler Fenstersprossung. Laut Denkmalbehörde befinden sich im Inneren noch originale Türen mit alter Nummerierung auf Emailschildern.
Verschiedene Dachaufbauten, die zentrale Eingangspartie des Mitteltraktes und ein Söller am westlichen Seitenflügel gingen durch verschiedene Um- und Ausbauten verloren. Anfang der 1950er-Jahre entstand ein zweigeschossiger Anbau an der Südseite des Mutterhauses. Er diente zunächst als OP-Trakt und beherbergt seit 2006 die psychiatrische Tagesklinik des SKH Altscherbitz. Ein weiterer Anbau entstand an der Nordseite. Außerdem wurde der Mitteltrakt nachträglich um eine Etage aufgestockt.